# Stahleckeria
Stahleckeria foi um dicinodonte que viveu no Triássico Médio, há cerca de 230 milhões de anos. Era semelhante ao Kannemeyeria e seus parentes. Por vezes é retratado como um cabeludo synapsida, ou escamosa besta. Dicinodontes são synapsidaque são ancestrais dos mamíferos , enquanto que os cinodontes são muito mais parecido com os mamíferos já que são duma linhagem synapsida mais recente . Recebeu este nome em homenagem a Rudolf Stahlecker.
Stahleckeria potens foi coletado pela primeira vez pelo paleontólogo Friedrich Von Huene em 1935, no Rio Grande do Sul no Brasil, no município de São Pedro do Sul, no Sítio Paleontológico Chiniquá. Era um herbívoro que é encontrado na Formação Santa Maria, media 4 metros e pesava aproximadamente 400 kg. Coexistia com Dinodontosaurus, embora menos frequente, e diferia do mesmo pelo seu maior tamanho e por não possuir mais os dois caninos superiores, mas apenas duas projeções ósseas no lugar destes, projeções estas que também deveriam ser cobertas pela lâmina córnea que revestia a região da boca. As diferenças entre Stahleckeria e Dinodontosaurus certamente refletiam adaptações para alimentações baseadas em diferentes tipos de plantas.
Os fósseis do Stahleckeria potens estão hoje  na Alemanha no museu na Universidade de Tübingen.

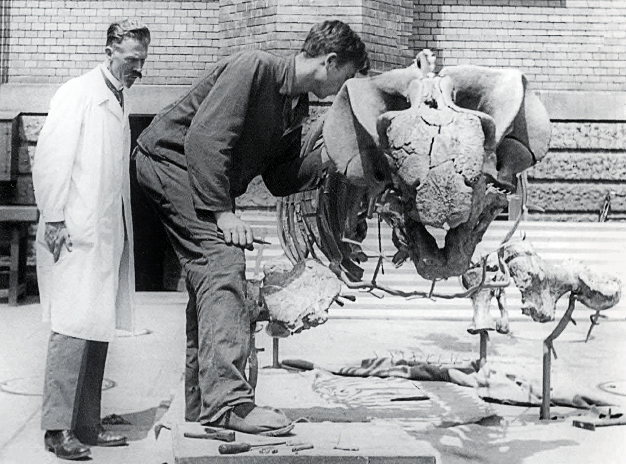
Friedrich von Huene (esquerda) com um esqueleto de Dicinodonte Stahleckeria na Universidade de Tübingen.